# ナクベ
ナクベ（Nakbe）は、グアテマラのペテン県北部、ミラドール盆地にある古代マヤの遺跡。
エル・ミラドールと並ぶ、非常に大きな先古典期の遺跡である。

## 遺跡
ナクベはエル・ミラドールの約12キロメートル南東に位置し、エル・ミラドールとはサクベで結ばれている。
ナクベという名前は1962年に遺跡を訪れたイアン・グレアムによって命名された。「サクベのそば」という意味だという。
紀元前1000-800年に定住が始まり、紀元前800-400年に早くも石造建造物が発達した。
遺跡は東西2つのグループに分かれ、両者の間はサクベで結ばれている。
西のグループにある構造物1は48メートルの高さがあり、先古典期後期の紀元前300-200年ごろに完成した。巨大な仮面が発見され、とくに幅11メートル・高さ5メートルの彩色された鳥の仮面は「鳥の主神」（マイケル・D・コウはヴクブ・カキシュと呼ぶ）を表している。
紀元前500-200年ごろの石碑では頭飾りとヒスイの耳飾りをつけた2人の人物が向きあって立っている。しかし碑文は存在しない。
ナクベはマヤ低地で最初に発達した都市だったが、後にこの地域の中心地はエル・ミラドールに移った。1世紀以降ミラドール盆地の諸都市は衰退した。
その後はナクベでモニュメントが作られることはなかったが、古典期にも人は住み続けた。Dorie Reents-Budetらの化学的分析によると古典期後期カラクムルの「コデックス様式」と呼ばれる土器は、実際にはカラクムルではなくミラドール盆地、とくにナクベで作られた。

## 調査
ナクベは1930年代に航空写真によって発見され、イアン・グレアムが最初に調査した。1980年代後半にカリフォルニア大学ロサンゼルス校のリチャード・D・ハンセンとグアテマラ考古学歴史研究所による発掘が行われ、後にミラドール盆地プロジェクトに発展した。